# Kroatisk dinar
Kroatisk dinar (Hd - Hrvatski dinar) var den valuta som användes i Kroatien fram till införandet av Kunan 1994. Valutakoden var HRD. 1 Dinar saknade underenheter.
Kroatisk dinar användes även av den kroatiska befolkningen i Bosnien-Hercegovina, främst i kroatiska republiken Herceg-Bosna.
Valutan infördes den 23 december 1991 och gällde fram till den 30 maj 1994 och ersatte den tidigare jugoslaviska dinaren. Vid bytet till kuna var omvandlingen 1 HRK = 1000 gamla dinarer.

## Användning
Valutan gavs ut av Kroatiska nationalbanken (Hrvatska narodna banka) som grundades 1990. Kroatiska nationalbanken har sitt huvudkontor i Zagreb.

## Valörer
- mynt: det fanns inga dinarmynt
- underenhet: saknades
- sedlar: 1, 5, 10, 25, 100, 500, 1000, 2000, 5000, 10.000, 50.000 och 100.000 HRD

Samtliga valörer hade en bild med den kroatiska vetenskapsmannen Ruđer Josip Bošković, som var verksam i Dubrovnik under 1700-talet.